# Eurylomia similliforma
Eurylomia similliforma là một loài bướm đêm thuộc phân họ Arctiinae, họ Erebidae.